# Jussecourt-Minecourt
Jussecourt-Minecourt település Franciaországban, Marne megyében. Lakosainak száma 199 fő (2022. január 1.). Jussecourt-Minecourt Bignicourt-sur-Saulx, Val-de-Vière, Heiltz-le-Maurupt, Heiltz-l’Évêque, Sogny-en-l’Angle és Étrepy községekkel határos.

## Népesség
A település népességének változása:
| Lakosok száma | 235  | 175  | 174  | 199  | 205  | 212  | 208  | 208  | 207  | 199  |
|               | 1968 | 1982 | 1990 | 2006 | 2013 | 2015 | 2017 | 2019 | 2020 | 2022 |